# Procesy załogi Mauthausen-Gusen przed Trybunałem Wojskowym w Dachau
Procesy załogi Mauthausen-Gusen przed Trybunałem Wojskowym w Dachau – były to procesy personelu niemieckiego obozu koncentracyjnego Mauthausen-Gusen, które po zakończeniu II wojny światowej odbyły się przed amerykańskim Trybunałem Wojskowym w Dachau. Wszystkim oskarżonym zarzucano popełnienie zbrodni wojennych i przeciw ludzkości, a zwłaszcza mordowanie, katowanie, torturowanie i głodzenie więźniów obozu. Kompleks obozowy Mauthausen-Gusen był najgorszym z niemieckich obozów koncentracyjnych (poniosło w nim śmierć ok. 120 tysięcy ludzi).

## Proces załogi Mauthausen-Gusen (US vs. Johann Altfuldisch i inni)w dniach 29 marca – 13 maja 1946
Był to najważniejszy proces wytoczony zbrodniarzom kompleksu obozowego Mauthausen-Gusen. Proces toczył się w dniach 29 marca – 13 maja 1946 przed amerykańskim Trybunałem Wojskowym w Dachau. Na ławie oskarżonych zasiadło 60 byłych członków załogi obozu oraz August Eigruber (fanatyczny narodowy socjalista, były gauleiter Austrii Górnej i jeden ze współtwórców obozu). Wśród oskarżonych znaleźli się także m.in. Viktor Zoller (adiutant komendanta i dowódca straży obozowej SS-Totenkopf) i lekarz SS Friedrich Entress (znany z Auschwitz-Birkenau z mordowania więźniów zastrzykami fenolu). Lekarze SS Eduard Krebsbach i Erich Wasicky odpowiadali za funkcjonowanie obozowych komór gazowych. Na ławie oskarżonych zabrakło komendanta Mauthausen Franza Ziereisa, który został postrzelony przy próbie ucieczki i zmarł na skutek odniesionych ran. Trybunałowi wystarczyło 6 tygodni, by uznać zarzuty stawiane oskarżonym za udowodnione. Wszyscy oskarżeni, w liczbie 61, zostali uznani za winnych, z czego 58 oskarżonych skazanych zostało na karę śmierci przez powieszenie (dziewięciu z nich zamieniono ją następnie na dożywotnie pozbawienie wolności), a jedynie trzech na karę dożywotniego pozbawienia wolności. Wyroki śmierci wykonano 27 i 28 maja 1947 w więzieniu Landsberg.

## Proces załogi Mauthausen-Gusen (US vs. Hans Bergerhoff i inni) w dniach 16–23 czerwca 1947
Na ławie oskarżonych w tym procesie zasiadło 12 byłych członków załogi Mauthausen-Gusen, którym postawiono zarzuty popełnienia zbrodni w podobozie Linz III. Zapadło pięć wyroków śmierci, trzy kary dożywotniego pozbawienia wolności, trzy kary terminowego więzienia, a jednego oskarżonego uniewinniono.
Wyrok amerykańskiego Trybunału Wojskowego w procesie załogi Mauthausen (US vs. Hans Bergerhoff i inni):
| Oskarżony         | Stopień             | Funkcja                                                        | Wyrok                                                                            |
| ----------------- | ------------------- | -------------------------------------------------------------- | -------------------------------------------------------------------------------- |
| Karl Schöpperle   | SS-Obersturmführer  | komendant podobozów                                            | śmierć przez powieszenie (wyrok wykonano 12 listopada 1948)                      |
| Karl Streng       | SS-Oberscharführer  | kierownik kuchni w podobozie Linz III                          | śmierć przez powieszenie (wyrok wykonano 12 listopada 1948)                      |
| Otto Leibauer     | SS-Scharführer      | Blockführer w podobozie Linz III                               | śmierć przez powieszenie (kara zamieniona na 20 lat pozbawienia wolności)        |
| Hans Bergerhoff   | SS-Scharführer      | Blockführer w podobozie Linz III                               | śmierć przez powieszenie (kara zamieniona na 10 lat pozbawienia wolności)        |
| Richard Dudzinski | SS-Oberscharführer  | strażnik odpowiedzialny za psy strażnicze w podobozie Linz III | śmierć przez powieszenie (kara zamieniona na 9 lat pozbawienia wolności)         |
| Friedrich Felsch  | SS-Sturmmann        | kierownik komanda więźniarskiego w podobozie Linz III          | dożywotnie pozbawienie wolności (kara zamieniona na 20 lat pozbawienia wolności) |
| Josef Spielhofer  | SS-Unterscharführer | kierownik komanda więźniarskiego w podobozie Linz III          | dożywotnie pozbawienie wolności (kara zamieniona na 2 lata pozbawienia wolności) |
| Alfred Richter    | SS-Rottenführer     | strażnik w podobozie Linz III                                  | dożywotnie pozbawienie wolności (wyrok unieważniono)                             |
| Ottmar Fink       | SS-Oberscharführer  | Blockführer w podobozie Linz III                               | 20 lat pozbawienia wolności (kara zamieniona na 10 lat pozbawienia wolności)     |
| Otto Zink         | SS-Oberscharführer  | Blockführer w podobozie Linz III                               | 10 lat pozbawienia wolności (kara zamieniona na 4 lata pozbawienia wolności)     |
| Erwin Nessl       | SS-Mann             | strażnik w podobozie Linz III                                  | 10 lat pozbawienia wolności (kara zamieniona na 3 lata pozbawienia wolności)     |
| Max Geyer         | nieznany (SS)       | strażnik w podobozie Linz III                                  | uniewinniony                                                                     |

## Proces załogi Mauthausen-Gusen (US vs. Andreas Battermann i inni) w dniach 26 czerwca – 1 lipca 1947
Na ławie oskarżonych w tym procesie zasiadło 7 byłych członków załogi Mauthausen-Gusen. Wszyscy zostali uznani za winnych stawianych im zarzutów. Zapadł jeden wyrok śmierci i sześć kar pozbawienia wolności.
Wyrok amerykańskiego Trybunału Wojskowego w procesie załogi Mauthausen (US vs. Andreas Battermann i inni):
| Oskarżony           | Stopień             | Funkcja                                          | Wyrok                                                          |
| ------------------- | ------------------- | ------------------------------------------------ | -------------------------------------------------------------- |
| Rudolf Gustav Klein | SS-Oberscharführer  | strażnik w podobozie Gusen                       | śmierć przez powieszenie (wyrok wykonano 29 października 1948) |
| Albert Fitzner      | SS-Unterscharführer | strażnik w podobozie Gusen                       | 10 lat pozbawienia wolności                                    |
| Michael Jait        | SS-Unterscharführer | kierownik komanda więźniarskiego w podobozie     | 10 lat pozbawienia wolności                                    |
| Gert Hausknecht     | SS-Rottenführer     | strażnik w podobozie Gusen                       | 3 lata pozbawienia wolności                                    |
| Andreas Battermann  | SS-Unterscharführer | strażnik w podobozie Gusen                       | 3 lata pozbawienia wolności                                    |
| Otto Kleinert       | SS-Rottenführer     | strażnik w podobozie Gusen                       | 2 lata pozbawienia wolności                                    |
| Adolf Mohr          | SS-Unterscharführer | dowódca oddziału wartowniczego w podobozie Gusen | 2 lata pozbawienia wolności                                    |

## Proces załogi Mauthausen-Gusen (US vs. Willi Auerswald i inni) w dniach 2 lipca – 17 lipca 1947
Na ławie oskarżonych w tym procesie zasiadło 7 byłych członków załogi Mauthausen-Gusen. Wszyscy zostali uznani za winnych stawianych im zarzutów. Zapadły dwa wyroki śmierci, dwa wyroki dożywotniego więzienia i trzy kary pozbawienia wolności od 15 do 5 lat.
Wyrok amerykańskiego Trybunału Wojskowego procesie załogi Mauthausen-Gusen (US vs. Willi Auerswald i inni):
| Oskarżony       | Stopień             | Funkcja                                    | Wyrok                                                                            |
| --------------- | ------------------- | ------------------------------------------ | -------------------------------------------------------------------------------- |
| Willi Auerswald | SS-Hauptscharführer | Rapportführer w podobozie Steyr            | śmierć przez powieszenie (kara zamieniona na dożywotnie pozbawienie wolności)    |
| Hermann Fusten  | SS-Unterscharführer | kierownik magazynu odzieżowego w podobozie | śmierć przez powieszenie (kara zamieniona na dożywotnie pozbawienie wolności)    |
| Otto Heess      | SS-Obersturmführer  | komendant podobozu Steyr                   | dożywotnie pozbawienie wolności                                                  |
| Werner Kühn     | SS-Rottenführer     | strażnik w podobozie                       | dożywotnie pozbawienie wolności (kara zamieniona na 3 lata pozbawienia wolności) |
| Hans Freyholdt  | SS-Unterscharführer | kierownik komanda więźniarskiego           | 15 lat pozbawienia wolności                                                      |
| Alwin Schiller  | SS-Unterscharführer | zastępca Rapportführera w podobozie        | 10 lat pozbawienia wolności                                                      |
| Karl Kolbe      | SS-Rottenführer     | strażnik w podobozie                       | 5 lat pozbawienia wolności                                                       |

## Proces załogi Mauthausen-Gusen (US vs. Ernst Walter Dura i inni) w dniach 9 lipca – 23 lipca 1947
Na ławie oskarżonych w tym procesie zasiadło 8 byłych członków załogi Mauthausen-Gusen. Zapadły trzy wyroki śmierci, cztery kary terminowego pozbawienia wolności, a jeden oskarżony został uniewinniony.
Wyrok amerykańskiego trybunału wojskowego w procesie załogi Mauthausen (US vs. Ernst Walter Dura i inni):
| Oskarżony            | Stopień             | Funkcja                                                  | Wyrok                                                          |
| -------------------- | ------------------- | -------------------------------------------------------- | -------------------------------------------------------------- |
| Ludwig Stier         | kapitan Wehrmachtu  | dowódca kompanii wartowniczej w podobozie Wiener-Neudorf | śmierć przez powieszenie (wyrok wykonano 5 września 1947)      |
| Kurt Emil Schmutzler | SS-Hauptsturmführer | komendant podobozów                                      | śmierć przez powieszenie (wyrok wykonano 29 października 1948) |
| Alois Höllriegl      | SS-Unterscharführer | zastępca Blockführera                                    | śmierć przez powieszenie (wyrok wykonano 29 października 1948) |
| Johann Kroner        | SS-Unterscharführer | kierownik komanda więźniarskiego w podobozie             | 20 lat pozbawienia wolności                                    |
| Fritz Nitschke       | SS-Oberscharführer  | strażnik odpowiedzialny za obozowe psy strażnicze        | 20 lat pozbawienia wolności                                    |
| Alfred Kuhnert       | SS-Unterscharführer | kierownik komanda więźniarskiego w podobozie             | 3 lata pozbawienia wolności                                    |
| Otto Schrader        | SS-Oberscharführer  | sierżant kompanii wartowniczej w podobozie               | 2 lata i 7 miesięcy pozbawienia wolności                       |
| Ernst Walter Dura    | nieznany (SS)       | strażnik w podobozie                                     | uniewinniony                                                   |

## Proces załogi Mauthausen-Gusen (US vs. Hans Joachim Geiger i inni) w dniach 9 lipca – 5 sierpnia 1947
Na ławie oskarżonych w tym procesie zasiadło 11 byłych członków załogi Mauthausen-Gusen. Dziewięciu zostało uznanych za winnych stawianych im zarzutów i skazanych na terminowe kary pozbawienia wolności od 20 do 3 lat. Dwóch oskarżonych został uniewinnionych.
Wyrok amerykańskiego trybunału wojskowego w procesie załogi Mauthausen (US vs. Hans Joachim Geiger i inni):
| Oskarżony           | Stopień             | Funkcja                                           | Wyrok                                           |
| ------------------- | ------------------- | ------------------------------------------------- | ----------------------------------------------- |
| Hans Joachim Geiger | SS-Hauptsturmführer | lekarz w podobozie Ebensee                        | 20 lat pozbawienia wolności                     |
| Max Kramer          | SS-Unterscharführer | Blockführer w podobozie Ebensee                   | 20 lat pozbawienia wolności                     |
| Matheus Meier       | więzień funkcyjny   | oberkapo w podobozie Welz                         | 20 lat pozbawienia wolności                     |
| Lothar Kobilke      | SS-Rottenführer     | strażnik w podobozie Ebensee                      | 15 lat pozbawienia wolności                     |
| Emil Euler          | SS-Obersturmführer  | dowódca kompanii wartowniczej w podobozie Ebensee | 10 lat pozbawienia wolności (przekazany Polsce) |
| Max Grutzi          | SS-Unterscharführer | strażnik w podobozie Ebensee                      | 10 lat pozbawienia wolności                     |
| Paul Bizenbach      | SS-Scharführer      | strażnik w podobozach                             | 3 lata pozbawienia wolności                     |
| Paul Deistler       | SS-Rottenführer     | strażnik w podobozie Ebensee                      | 3 lata pozbawienia wolności                     |
| Albert Wiener       | SS-Rottenführer     | strażnik w podobozach                             | 3 lata pozbawienia wolności                     |
| Stefan Krauss       | SS-Rottenführer     | nieznana                                          | uniewinniony                                    |
| Otto Schiffter      | SS-Rottenführer     | strażnik w podobozie Ebensee                      | uniewinniony                                    |

## Proces załogi Mauthausen-Gusen (US vs. Lauriano Navas i inni) w dniach 14 lipca – 21 lipca 1947
Na ławie oskarżonych w tym procesie zasiadło 4 byłych kapo narodowości hiszpańskiej pod zarzutami popełnienia zbrodni w podobozach Gusen i Steyr. Jeden z oskarżonych skazany został na karę śmierci, jeden na dożywotnie pozbawienie wolności, jeden na 20 lat pozbawienia wolności a jeden na dwa lata pozbawienia wolności.
Wyrok amerykańskiego trybunału wojskowego w procesie załogi Mauthausen (US vs. Lauriano Navas i inni):
| Oskarżony          | Stopień           | Funkcja                    | Wyrok                                                   |
| ------------------ | ----------------- | -------------------------- | ------------------------------------------------------- |
| Indalecio Gonzalez | więzień funkcyjny | oberkapo w podobozie Gusen | śmierć przez powieszenie (wyrok wykonano 2 lutego 1949) |
| Lauriano Navas     | więzień funkcyjny | kapo w podobozie Gusen     | dożywotnie pozbawienie wolności                         |
| Moises Fernandez   | więzień funkcyjny | kapo w podobozie Steyr     | 20 lat pozbawienia wolności                             |
| Felix Domingo      | więzień funkcyjny | fryzjer podobozie w Gusen  | 2 lata pozbawienia wolności (wyrok unieważniono)        |

## Proces załogi Mauthausen-Gusen (US vs. Eduard Dlouhy i inni) w dniach 16–23 lipca 1947
Na ławie oskarżonych w tym procesie zasiadło czterech byłych członków personelu obozu Mauthausen-Gusen. Jeden z oskarżonych skazany został na karę śmierci, jeden na dożywotnie pozbawienie wolności oraz dwóch na krótkoterminowe kary więzienia.
Wyrok amerykańskiego trybunału wojskowego w procesie załogi Mauthausen (US vs. Eduard Dlouhy i inni):
| Oskarżony         | Stopień             | Funkcja                          | Wyrok                                                       |
| ----------------- | ------------------- | -------------------------------- | ----------------------------------------------------------- |
| Fritz Miroff      | SS-Obersturmführer  | komendant podobozu Peggau        | śmierć przez powieszenie (wyrok wykonano 26 listopada 1948) |
| Paul Ricken       | SS-Hauptscharführer | urzędnik obozowej administracji  | dożywotnie pozbawienie wolności                             |
| Eduard Dlouhy     | SS-Unterscharführer | kierownik komanda więźniarskiego | 3 lata pozbawienia wolności                                 |
| Wilhelm Glissmann | SS-Unterscharführer | strażnik                         | 3 lata pozbawienia wolności                                 |
| Karl Stumfol      | SS-Sturmmann        | strażnik w podobozach            | 2,5 roku pozbawienia wolności                               |

## Proces załogi Mauthausen-Gusen (US vs. Willi Werner i inni) w dniach 21–23 lipca 1947
Na ławie oskarżonych w tym procesie zasiadło dwóch byłych członków personelu obozu Mauthausen-Gusen. Jeden z oskarżonych skazany został na 10 lat pozbawienia wolności, drugiego uniewinniono.
Wyrok amerykańskiego trybunału wojskowego w procesie załogi Mauthausen (US vs. Willi Werner i inni):
| Oskarżony     | Stopień            | Funkcja              | Wyrok                       |
| ------------- | ------------------ | -------------------- | --------------------------- |
| Willi Werner  | SS-Oberscharführer | komendant podobozu   | 10 lat pozbawienia wolności |
| Bruno Schmidt | SS-Oberscharführer | strażnik w podobozie | uniewinniony                |

## Proces załogi Mauthausen-Gusen (US vs. Paul Fenner i inni) w dniach 21–22 lipca 1947
Na ławie oskarżonych w tym procesie zasiadło dwóch byłych członków personelu obozu Mauthausen-Gusen. Jeden z oskarżonych skazany został na dożywotnie pozbawienie wolności, drugi na 10 lat pozbawienia wolności.
Wyrok amerykańskiego trybunału wojskowego w procesie załogi Mauthausen (US vs. Paul Fenner i inni):
| Oskarżony   | Stopień            | Funkcja                        | Wyrok                           |
| ----------- | ------------------ | ------------------------------ | ------------------------------- |
| Paul Fenner | SS-Oberscharführer | komendant podobozu Vienna-Aafa | dożywotnie pozbawienie wolności |
| Otto Kötzle | więzień funkcyjny  | starszy bloku w podobozie      | 10 lat pozbawienia wolności     |

## Proces załogi Mauthausen-Gusen (US vs. Kaspar Götz i inni) w dniach 24–29 lipca 1947
Na ławie oskarżonych zasiadło 5 byłych członków załogi Mauthausen-Gusen. Wszyscy zostali uznani winnych stawianych im zarzutów. Trzech oskarżonych skazano na dożywotnie pozbawienie wolności, pozostałych dwóch na długoterminowe kary więzienia.
Wyrok amerykańskiego trybunału wojskowego w procesie załogi Mauthausen (US vs. Kaspar Götz i inni):
| Oskarżony          | Stopień             | Funkcja               | Wyrok                           |
| ------------------ | ------------------- | --------------------- | ------------------------------- |
| Ernst Meyer        | SS-Unterscharführer | strażnik              | dożywotnie pozbawienie wolności |
| Kaspar Götz        | SS-Sturmmann        | strażnik w podobozach | dożywotnie pozbawienie wolności |
| Otto Kopischke     | SS-Rottenführer     | strażnik              | dożywotnie pozbawienie wolności |
| Fritz Karl Günther | więzień funkcyjny   | starszy bloku         | 25 lat pozbawienia wolności     |
| Gustav Lehrbacher  | SS-Mann             | strażnik              | 20 lat pozbawienia wolności     |

## Proces załogi Mauthausen-Gusen (US vs. Georg Bach i inni) w dniach 25 lipca – 3 sierpnia 1947
Na ławie oskarżonych w tym procesie zasiadło 9 byłych członków załogi Mauthausen-Gusen. Siedmiu zostało uznanych za winnych stawianych im zarzutów. Zapadły dwa wyroki dożywotniego więzienia i pięć terminowych kar pozbawienia wolności. Dwóch oskarżonych uniewinniono.
Wyrok amerykańskiego trybunału wojskowego w procesie załogi Mauthausen (US vs. Georg Bach i inni):
| Oskarżony               | Stopień             | Funkcja                                           | Wyrok                                                                            |
| ----------------------- | ------------------- | ------------------------------------------------- | -------------------------------------------------------------------------------- |
| Ernst Reichert          | SS-Hauptscharführer | Blockführer w podobozie Gusen                     | dożywotnie pozbawienie wolności (kara zamieniona na 12 lat pozbawienia wolności) |
| Josef Latsel            | SS-Oberschütze      | pracownik kamieniołomów w podobozie Gusen         | dożywotnie pozbawienie wolności (kara zamieniona na 5 lat pozbawienia wolności)  |
| Alois Obermeier         | SS-Sturmbannführer  | dowódca batalionu wartowniczego w podobozie Gusen | 10 lat pozbawienia wolności                                                      |
| Christoph Pfaffenberger | SS-Scharführer      | sierżant kompanii wartowniczej w podobozie Gusen  | 10 lat pozbawienia wolności                                                      |
| Heinrich Stumpf         | SS-Scharführer      | kierownik komanda więźniarskiego w Gusen          | 10 lat pozbawienia wolności                                                      |
| Heinz Martin Vässen     | SS-Obersturmführer  | dowódca kompanii wartowniczej w podobozie Gusen   | 3 lata pozbawienia wolności                                                      |
| Georg Bach              | SS-Unterscharführer | urzędnik obozowej administracji w podobozie Gusen | 3 lata pozbawienia wolności                                                      |
| Rudolf Röder            | nieznany (SS)       | strażnik w podobozie Gusen                        | uniewinniony                                                                     |
| Kaspar Heinz            | nieznany (SS)       | strażnik w podobozie Gusen                        | uniewinniony                                                                     |

## Proces załogi Mauthausen-Gusen (US vs. Hans Giovanazzi i inni) w dniach 25 lipca – 11 sierpnia 1947
Na ławie oskarżonych w tym procesie zasiadło 9 byłych członków załogi Mauthausen-Gusen. Ośmiu zostało uznanych za winnych stawianych im zarzutów. Zapadły dwa wyroki śmierci, jeden dożywotniego pozbawienia wolności oraz pięć terminowych kar pozbawienia wolności (od 30 do 5 lat). Jednego oskarżonego uniewinniono.
Wyrok amerykańskiego trybunału wojskowego w procesie załogi Mauthausen (US vs. Hans Giovanazzi i inni):
| Oskarżony          | Stopień             | Funkcja                                                     | Wyrok                                                                         |
| ------------------ | ------------------- | ----------------------------------------------------------- | ----------------------------------------------------------------------------- |
| Theo Schmitz       | SS-Unterscharführer | sanitariusz w podobozie Gusen                               | śmierć przez powieszenie (wyrok wykonano 19 listopada 1948)                   |
| Hans Giovanazzi    | SS-Unterscharführer | kierownik szpitala w podobozie Gusen                        | śmierć przez powieszenie (kara zamieniona na dożywotnie pozbawienie wolności) |
| Heinrich Wagner    | SS-Unterscharführer | strażnik w podobozach                                       | dożywotnie pozbawienie wolności                                               |
| Florian Stütz      | SS-Rottenführer     | zastępca Blockführera                                       | 30 lat pozbawienia wolności (kara zamieniona na 5 lat pozbawienia wolności)   |
| Alois Panhans      | SS-Unterscharführer | urzędnik administracji w podobozie Gusen                    | 20 lat pozbawienia wolności (kara zamieniona na 10 lat pozbawienia wolności)  |
| Richard Nuszkowski | SS-Unterscharführer | dowódca oddziałów wartowniczych w podobozie Gusen           | 10 lat pozbawienia wolności (kara zamieniona na 3 lata pozbawienia wolności)  |
| Leopold Winter     | SS-Scharführer      | kierownik komanda więźniarskiego w podobozie Wiener-Neudorf | 10 lat pozbawienia wolności (kara zamieniona na 3 lata pozbawienia wolności)  |
| Robert Schäfer     | SS-Unterscharführer | pracownik kamieniołomów w podobozie Gusen                   | 5 lat pozbawienia wolności                                                    |
| Robert Wefers      | SS-Rottenführer     | strażnik w podobozach                                       | uniewinniony                                                                  |

## Proces załogi Mauthausen-Gusen (US vs. Karl Glas i inni) w dniach 28 lipca – 12 sierpnia 1947
Na ławie oskarżonych w tym procesie zasiadło 5 byłych członków załogi Mauthausen-Gusen. Wszyscy zostali uznanych za winnych stawianych im zarzutów. Zapadły dwa wyroki śmierci, jeden dożywotniego pozbawienia wolności, jeden 30 lat pozbawienia wolności i jeden pięciu lat pozbawienia wolności.
Wyrok amerykańskiego trybunału wojskowego w procesie załogi Mauthausen (US vs. Karl Glas i inni):
| Oskarżony        | Stopień             | Funkcja                           | Wyrok                                                       |
| ---------------- | ------------------- | --------------------------------- | ----------------------------------------------------------- |
| Kurt Kirchner    | SS-Hauptscharführer | Rapportführer w podobozie Gusen   | śmierć przez powieszenie (wyrok wykonano 12 listopada 1948) |
| Helmut Vetter    | SS-Hauptsturmführer | naczelny lekarz podobozu Gusen    | śmierć przez powieszenie (wyrok wykonano 2 lutego 1949)     |
| Karl Glas        | więzień funkcyjny   | starszy bloku w podobozie Gusen   | dożywotnie pozbawienie wolności                             |
| Franz Pillixeder | Kriminalsekretar    | obozowe gestapo w podobozie Gusen | 30 lat pozbawienia wolności                                 |
| Anton Slupetzky  | SS-Obersturmführer  | urzędnik służb dezynfekcyjnych    | 5 lat pozbawienia wolności                                  |

## Proces załogi Mauthausen-Gusen (US vs. Josef Bartl i inni) w dniach 29 lipca – 5 sierpnia 1947
Na ławie oskarżonych w tym procesie zasiadło 10 byłych członków załogi Mauthausen-Gusen. Wszyscy zostali uznanych za winnych stawianych im zarzutów. Zapadł jeden wyrok dożywotniego pozbawienia wolności oraz dziewięć terminowych kar pozbawienia wolności (od 15 do 3 lat)
Wyrok amerykańskiego trybunału wojskowego w procesie załogi Mauthausen (US vs. Josef Bartl i inni):
| Oskarżony       | Stopień             | Funkcja                                          | Wyrok                           |
| --------------- | ------------------- | ------------------------------------------------ | ------------------------------- |
| Ernst Lorenz    | SS-Schütze          | strażnik w podobozie Linz                        | dożywotnie pozbawienie wolności |
| Hermann Zuleger | pracownik cywilny   | nadzorca komanda więźniarskiego w podobozie Linz | 15 lat pozbawienia wolności     |
| Walter Blume    | SS-Scharführer      | sierżant kompanii wartowniczej w podobozie Linz  | 10 lat pozbawienia wolności     |
| Edward Ohnmacht | pracownik cywilny   | nadzorca komanda więźniarskiego w podobozie Linz | 10 lat pozbawienia wolności     |
| Konrad Volgger  | SS-Rottenführer     | strażnik w podobozie Linz                        | 10 lat pozbawienia wolności     |
| Phillip Beck    | SS-Oberschütze      | strażnik w podobozie Linz                        | 5 lat pozbawienia wolności      |
| Josef Bartl     | SS-Rottenführer     | strażnik w podobozie Linz                        | 3 lata pozbawienia wolności     |
| Max Bobrowski   | SS-Unterscharführer | strażnik w podobozie Linz                        | 3 lata pozbawienia wolności     |
| Oskar Dorfler   | SS-Rottenführer     | strażnik w podobozie Linz                        | 3 lata pozbawienia wolności     |
| Johann Zirner   | SS-Rottenführer     | strażnik w podobozie Linz                        | 3 lata pozbawienia wolności     |

## Proces załogi Mauthausen-Gusen (US vs. Franz Kofler i inni)w dniach 6 sierpnia – 21 sierpnia 1947
Na ławie oskarżonych zasiadło 8 byłych członków załogi obozu koncentracyjnego Mauthausen-Gusen. W wyniku przeprowadzonego przewodu sądowego czterech oskarżonych skazano na karę śmierci, jednego na dożywotnie pozbawienie wolności, a dwóch na krótkoterminowe kary pozbawienia wolności. Jeden z oskarżonych został uniewinniony. Wszystkie wyroki śmierci wykonano 10 listopada 1948 w więzieniu Lansberg.

## Proces załogi Mauthausen-Gusen (US vs. Theo Otto Bernhardt i inni) w dniach 7 sierpnia – 25 sierpnia 1947
Na ławie oskarżonych zasiadło 9 byłych członków załogi obozu koncentracyjnego Mauthausen-Gusen. W wyniku przeprowadzonego przewodu sądowego dwóch oskarżonych skazano na karę śmierci, jednego na dożywotnie pozbawienie wolności, a sześciu na terminowe kary pozbawienia wolności.
Wyrok amerykańskiego trybunału wojskowego w procesie załogi Mauthausen (US vs. Theo Otto Bernhard i inni):
| Oskarżony           | Stopień             | Funkcja                          | Wyrok                                                       |
| ------------------- | ------------------- | -------------------------------- | ----------------------------------------------------------- |
| Ewald Wlotzka       | SS-Unterscharführer | kierownik magazynu żywnościowego | śmierć przez powieszenie (wyrok wykonano 12 listopada 1948) |
| Reinhard Purucker   | SS-Oberscharführer  | szef kuchni obozowych            | śmierć przez powieszenie (wyrok wykonano 26 listopada 1948) |
| Xaver Strauss       | SS-Hauptsturmführer | kierownik obozowej administracji | dożywotnie pozbawienie wolności                             |
| Theo Otto Bernhardt | SS-Oberscharführer  | kierownik kantyny                | 10 lat pozbawienia wolności                                 |
| Bernhard Wagner     | SS-Oberscharführer  | urzędnik obozowej administracji  | 5 lat pozbawienia wolności                                  |
| Hans Clemens Jung   | SS-Unterscharführer | urzędnik obozowej administracji  | 5 lat pozbawienia wolności                                  |
| Johann Domis        | SS-Unterscharführer | urzędnik obozowej administracji  | 3 lata pozbawienia wolności                                 |
| Karl Kühn           | SS-Unterscharführer | urzędnik obozowej administracji  | 3 lata pozbawienia wolności                                 |
| Heinrich Lütscher   | SS-Oberscharführer  | urzędnik obozowej administracji  | 3 lata pozbawienia wolności                                 |

## Proces załogi Mauthausen-Gusen (US vs. Friedrich Kurbel i inni) w dniu 6 sierpnia 1947
Na ławie oskarżonych w tym procesie zasiadło dwóch byłych członków personelu obozu Mauthausen-Gusen. Obaj oskarżeni zostali uniewinnieni.
Wyrok amerykańskiego trybunału wojskowego w procesie załogi Mauthausen (US vs. Friedrich Kurbel i inni):
| Oskarżony        | Stopień              | Funkcja              | Wyrok        |
| ---------------- | -------------------- | -------------------- | ------------ |
| Friedrich Kurbel | szeregowy Wehrmachtu | strażnik w podobozie | uniewinniony |
| Hilar Raab       | szeregowy Wehrmachtu | strażnik w podobozie | uniewinniony |

## Proces załogi Mauthausen-Gusen (US vs. Josef Kattner i inni) w dniach 19 sierpnia – 9 września 1947
Na ławie oskarżonych zasiadło 7 byłych członków załogi obozu koncentracyjnego Mauthausen-Gusen. W wyniku przeprowadzonego przewodu sądowego dwóch oskarżonych skazano na karę śmierci, dwóch na terminowe kary pozbawienia wolności, a trzech uniewinniono.
Wyrok amerykańskiego trybunału wojskowego w procesie załogi Mauthausen (US vs. Josef Kattner i inni):
| Oskarżony          | Stopień             | Funkcja                          | Wyrok                                                                         |
| ------------------ | ------------------- | -------------------------------- | ----------------------------------------------------------------------------- |
| Christian Wohlrab  | SS-Unterscharführer | sanitariusz w podobozach         | śmierć przez powieszenie (wyrok wykonano 12 listopada 1948)                   |
| Otto Kleingünther  | SS-Unterscharführer | sanitariusz                      | śmierć przez powieszenie (kara zamieniona na dożywotnie pozbawienie wolności) |
| Stefan Malleschits | SS-Unterscharführer | strażnik                         | 10 lat pozbawienia wolności                                                   |
| Olf Brandt         | SS-Oberscharführer  | dentysta obozowy                 | 3 lata pozbawienia wolności                                                   |
| Emil Gerbig        | SS-Unterscharführer | urzędnik obozowej administracji  | uniewinniony                                                                  |
| Johann Lothaler    | pracownik cywilny   | nieznana                         | uniewinniony                                                                  |
| Josef Kattner      | SS-Unterscharführer | kierownik komanda więźniarskiego | uniewinniony                                                                  |

## Proces załogi Mauthausen-Gusen (US vs. Hans Böhn i inni) w dniach 20 sierpnia – 11 grudnia 1947
Na ławie oskarżonych zasiadło 7 byłych członków załogi obozu koncentracyjnego Mauthausen-Gusen. W wyniku przeprowadzonego przewodu sądowego pięciu oskarżonych skazano na karę śmierci, jednego na dożywotnie pozbawienie wolności i jednego na 15 lat pozbawienia wolności.
| Oskarżony                | Stopień             | Funkcja                          | Wyrok                                                                         |
| ------------------------ | ------------------- | -------------------------------- | ----------------------------------------------------------------------------- |
| Alexander Peroutka       | SS-Unterscharführer | kierownik komanda więźniarskiego | śmierć przez powieszenie (wyrok wykonano 12 stycznia 1948)                    |
| Hans Böhn                | SS-Scharführer      | kierownik komanda więźniarskiego | śmierć przez powieszenie (wyrok wykonano 12 listopada 1948)                   |
| Walter Ernst Glosze      | SS-Rottenführer     | Blockführer                      | śmierć przez powieszenie (kara zamieniona na dożywotnie pozbawienie wolności) |
| Wilhelm Friedrich Müller | SS-Scharführer      | kierownik komanda więźniarskiego | śmierć przez powieszenie (kara zamieniona na dożywotnie pozbawienie wolności) |
| Walter Kurt Haassengier  | SS-Rottenführer     | kierownik komanda więźniarskiego | śmierć przez powieszenie (kara zamieniona na dożywotnie pozbawienie wolności) |
| Franz Gottfried Schulz   | SS-Oberscharführer  | komendant podobozu Gusen II      | dożywotnie pozbawienie wolności                                               |
| Arthur Obst              | SS-Rottenführer     | strażnik                         | 15 lat pozbawienia wolności                                                   |

## Proces załogi Mauthausen-Gusen (US vs. Josef Lukan i inni) w dniach 26–28 sierpnia 1947
Na ławie oskarżonych w tym procesie zasiadło dwóch byłych członków personelu obozu Mauthausen-Gusen. Jeden z oskarżonych skazany został na karę śmierci, drugi na 20 lat pozbawienia wolności.
Wyrok amerykańskiego trybunału wojskowego w procesie załogi Mauthausen (US vs. Josef Lukan i inni):
| Oskarżony       | Stopień        | Funkcja                                      | Wyrok                                                          |
| --------------- | -------------- | -------------------------------------------- | -------------------------------------------------------------- |
| Matthias Frindt | SS-Sturmmann   | Blockführer w podobozie Ebensee              | śmierć przez powieszenie (wyrok wykonano 29 października 1948) |
| Josef Lukan     | SS-Scharführer | kierownik komanda więźniarskiego w podobozie | 20 lat pozbawienia wolności                                    |

## Proces załogi Mauthausen-Gusen (US vs. Hubert Frisch i inni) w dniach 26–27 sierpnia 1947
Na ławie oskarżonych w tym procesie zasiadło trzech byłych członków personelu obozu Mauthausen-Gusen. Jeden oskarżony skazany został na dożywotnie pozbawienie wolności, pozostali na 20 lat pozbawienia wolności.
Wyrok amerykańskiego trybunału wojskowego w procesie załogi Mauthausen (US vs. Hubert Frisch i inni):
| Oskarżony        | Stopień           | Funkcja                                           | Wyrok                           |
| ---------------- | ----------------- | ------------------------------------------------- | ------------------------------- |
| Hubert Frisch    | więzień funkcyjny | starszy podobozu Steyr                            | dożywotnie pozbawienie wolności |
| Josef Mocbeichel | SS-Rottenführer   | strażnik w podobozie Steyr                        | 20 lat pozbawienia wolności     |
| Josef Schmidt    | SS-Sturmmann      | dowódca oddziałów wartowniczych w podobozie Steyr | 20 lat pozbawienia wolności     |

## Proces załogi Mauthausen-Gusen (US vs. Erich Schuettauf i inni) w dniach 28 sierpnia – 11 września 1947
Na ławie oskarżonych zasiadło 6 byłych członków załogi obozu koncentracyjnego Mauthausen-Gusen. W wyniku przeprowadzonego przewodu sądowego czterech oskarżonych skazano na karę śmierci, a dwóch na dożywotnie pozbawienie wolności.
Wyrok amerykańskiego trybunału wojskowego w procesie załogi Mauthausen (US vs. Erich Schuettauf i inni):
| Oskarżony          | Stopień             | Funkcja                                            | Wyrok                                                                         |
| ------------------ | ------------------- | -------------------------------------------------- | ----------------------------------------------------------------------------- |
| Oskar Tandler      | SS-Scharführer      | Blockführer w podobozie Gusen                      | śmierć przez powieszenie (wyrok wykonano 26 listopada 1948)                   |
| Wilhelm Grill      | SS-Hauptscharführer | kierownik poczty w podobozie Gusen                 | śmierć przez powieszenie (kara zamieniona na dożywotnie pozbawienie wolności) |
| Willi Jungjohann   | SS-Rottenführer     | kierownik komanda więźniarskiego w podobozie Gusen | śmierć przez powieszenie (kara zamieniona na dożywotnie pozbawienie wolności) |
| Herbert Hartung    | SS-Unterscharführer | kierownik komanda więźniarskiego w podobozie Gusen | śmierć przez powieszenie (kara zamieniona na dożywotnie pozbawienie wolności) |
| Erich Schüttauf    | SS-Obersturmführer  | dowódca kompanii wartowniczej w podobozie Gusen    | dożywotnie pozbawienie wolności                                               |
| Alfred Hugo Heisig | SS-Unterscharführer | kierownik komanda więźniarskiego w podobozie Gusen | dożywotnie pozbawienie wolności                                               |

## Proces załogi Mauthausen-Gusen (US vs. Adolf Lehmann i inni) w dniach 28 sierpnia – 9 września 1947
Na ławie oskarżonych zasiadło 12 byłych członków załogi obozu koncentracyjnego Mauthausen-Gusen. W wyniku przeprowadzonego przewodu sądowego czterech oskarżonych skazano na dożywotnie pozbawienie wolności, pięciu na terminowe kary pozbawienia wolności, a dwóch uniewinniono. Oskarżony Adolf Lehmann zmarł przed końcem procesu.
Wyrok amerykańskiego trybunału wojskowego w procesie załogi Mauthausen (US vs. Adolf Lehmann i inni):
| Oskarżony          | Stopień             | Funkcja                                           | Wyrok                                  |
| ------------------ | ------------------- | ------------------------------------------------- | -------------------------------------- |
| Jakob Pfeiffer     | SS-Hauptscharführer | członek komendantury podobozu Melk                | dożywotnie pozbawienie wolności        |
| Johann Klapper     | SS-Rottenführer     | kierownik komanda więźniarskiego w podobozie Melk | dożywotnie pozbawienie wolności        |
| Max Körner         | SS-Unterscharführer | kierownik komanda więźniarskiego w podobozie Melk | dożywotnie pozbawienie wolności        |
| Karl Fleck         | SS-Rottenführer     | strażnik w podobozie Melk                         | dożywotnie pozbawienie wolności        |
| Bernhard Göbel     | SS-Scharführer      | kierownik komanda więźniarskiego w podobozie Melk | 10 lat pozbawienia wolności            |
| Hermann Emil Arndt | SS-Unterscharführer | Blockführer w podobozie Melk                      | 8 lat pozbawienia wolności             |
| Baptist Kirner     | SS-Scharführer      | kierownik komanda więźniarskiego w podobozie Melk | 6 lat pozbawienia wolności             |
| Karl Möggle        | SS-Rottenführer     | Blockführer w podobozie Melk                      | 4 lata pozbawienia wolności            |
| Alois Seidel       | SS-Oberscharführer  | kierownik komanda więźniarskiego w podobozie Melk | 3 lata pozbawienia wolności            |
| Johann Wegert      | SS-Rottenführer     | strażnik w podobozie Melk                         | 3 lata pozbawienia wolności            |
| Leopold Patolla    | SS-Rottenführer     | kierownik komanda więźniarskiego w podobozie Melk | uniewinniony                           |
| Paul Pommerich     | SS-Rottenführer     | kierownik komanda więźniarskiego w podobozie Melk | uniewinniony                           |
| Adolf Lehmann      | SS-Oberscharführer  | nieznana                                          | brak (oskarżony zmarł podczas procesu) |

## Proces załogi Mauthausen-Gusen (US vs. Waldemar Barner i inni) w dniach 28 sierpnia – 9 września 1947
Na ławie oskarżonych zasiadło 8 byłych członków załogi obozu koncentracyjnego Mauthausen-Gusen. W wyniku przeprowadzonego przewodu sądowego sześciu oskarżonych skazano na terminowe kary pozbawienia wolności, a dwóch uniewinniono.
Wyrok amerykańskiego trybunału wojskowego w procesie załogi Mauthausen (US vs. Waldemar Barner i inni):
| Oskarżony         | Stopień             | Funkcja                         | Wyrok                          |
| ----------------- | ------------------- | ------------------------------- | ------------------------------ |
| Waldemar Barner   | więzień funkcyjny   | kapo w podobozie                | 15 lat pozbawienia wolności    |
| Viktor Ruber      | SS-Rottenführer     | Blockführer w podobozie         | 8 lat pozbawienia wolności     |
| Ludwig Ginters    | SS-Rottenführer     | strażnik w podobozach           | 8 lat pozbawienia wolności     |
| Jakob Söns        | SS-Rottenführer     | Blockführer w podobozie         | 5 lat pozbawienia wolności     |
| Wilhelm Hochwitz  | SS-Rottenführer     | Blockführer w podobozie         | 5 lat pozbawienia wolności     |
| Willi Uebener     | SS-Scharführer      | strażnik w podobozach           | 3 lata pozbawienia wolności    |
| Franz Firsching   | SS-Rottenführer     | strażnik w podobozach           | 3 lata pozbawienia wolności    |
| Emil Hub          | SS-Unterscharführer | urzędnik administracji obozowej | uniewinniony                   |
| Ferdinand Geisler | SS-Rottenführer     | nieznana                        | uniewinniony (niepoczytalność) |

## Proces załogi Mauthausen-Gusen (US vs. Johann Haider i inni) w dniach 3 września – 12 września 1947
Na ławie oskarżonych zasiadło 8 byłych członków załogi obozu koncentracyjnego Mauthausen-Gusen. W wyniku przeprowadzonego przewodu sądowego zapadł jeden wyrok śmierci, dwa wyroki dożywotniego pozbawienia wolności, cztery terminowe kary pozbawienia wolności i jeden wyrok uniewinniający.
Wyrok amerykańskiego trybunału wojskowego w procesie załogi Mauthausen (US vs. Johann Haider i inni):
| Oskarżony            | Stopień             | Funkcja                          | Wyrok                                                                       |
| -------------------- | ------------------- | -------------------------------- | --------------------------------------------------------------------------- |
| Josef Kisch          | SS-Rottenführer     | Blockführer                      | śmierć przez powieszenie (wyrok wykonano 12 listopada 1948)                 |
| Johann Haider        | SS-Oberscharführer  | urzędnik obozowej administracji  | dożywotnie pozbawienie wolności                                             |
| Herbert Fullgraf     | SS-Unterscharführer | kierownik komanda więźniarskiego | dożywotnie pozbawienie wolności                                             |
| Rudolf Hirsch        | SS-Scharführer      | strażnik                         | 10 lat pozbawienia wolności                                                 |
| Martin Steinmetz     | SS-Sturmmann        | strażnik                         | 7 lat pozbawienia wolności (karę zamieniono na 3 lata pozbawienia wolności) |
| Daniel Stöckel       | SS-Schütze          | strażnik                         | 7 lat pozbawienia wolności (karę zamieniono na 2 lata pozbawienia wolności) |
| Stefan Uscharewitsch | SS-Sturmmann        | strażnik                         | 7 lat pozbawienia wolności (karę zamieniono na 2 lata pozbawienia wolności) |
| Matheus Iskra        | pracownik cywilny   | nieznana                         | uniewinniony                                                                |

## Proces załogi Mauthausen-Gusen (US vs. Peter Bärens i inni) w dniach 8 września – 24 września 1947
Na ławie oskarżonych zasiadło 11 byłych członków załogi obozu koncentracyjnego Mauthausen-Gusen. W wyniku przeprowadzonego przewodu sądowego zapadły trzy wyroki dożywotniego pozbawienia wolności, sześć terminowych kar pozbawienia wolności (od 30 do 5 lat) oraz dwa wyroki uniewinniające.
Wyrok amerykańskiego trybunału wojskowego w procesie załogi Mauthausen (US vs. Peter Bärens i inni):
| Oskarżony           | Stopień             | Funkcja                                  | Wyrok                                                                        |
| ------------------- | ------------------- | ---------------------------------------- | ---------------------------------------------------------------------------- |
| Karl Giessrigl      | SS-Unterscharführer | Rapportführer w podobozie                | dożywotnie pozbawienie wolności                                              |
| Peter Bärens        | więzień funkcyjny   | starszy bloku                            | dożywotnie pozbawienie wolności                                              |
| Werner Reinsdorff   | pracownik cywilny   | kierownik komanda więźniarskiego         | dożywotnie pozbawienie wolności                                              |
| Josef Bloh          | SS-Sturmmann        | strażnik                                 | 30 lat pozbawienia wolności (kara zamieniona na 3 lata pozbawienia wolności) |
| Rudolf Mück         | SS-Unterscharführer | urzędnik obozowej administracji          | 25 lat pozbawienia wolności                                                  |
| Philipp Hehl        | SS-Sturmmann        | strażnik                                 | 25 lat pozbawienia wolności (kara zamieniona na 3 lata pozbawienia wolności) |
| Michael Pusitz      | SS-Unterscharführer | urzędnik obozowej administracji          | 20 lat pozbawienia wolności                                                  |
| Ernst Kirschbichler | SS-Oberscharführer  | kierownik obozowego wydziału budowlanego | 10 lat pozbawienia wolności                                                  |
| Josef Antis         | SS-Sturmmann        | strażnik                                 | 5 lat pozbawienia wolności                                                   |
| Johann Gretsch      | SS-Schütze          | nieznana                                 | uniewinniony                                                                 |
| Adam Diener         | SS-Schütze          | nieznana                                 | uniewinniony                                                                 |

## Proces załogi Mauthausen-Gusen (US vs. Fabian Richter i inni) w dniach 9–11 września 1947
Na ławie oskarżonych w tym procesie zasiadło dwóch byłych członków personelu obozu Mauthausen-Gusen. Jeden oskarżony skazany został na karę śmierci, drugi na 25 lat pozbawienia wolności.
Wyrok amerykańskiego trybunału wojskowego w procesie załogi Mauthausen (US vs. Fabian Richter i inni):
| Oskarżony      | Stopień      | Funkcja                           | Wyrok                                                      |
| -------------- | ------------ | --------------------------------- | ---------------------------------------------------------- |
| Fabian Richter | SS-Sturmmann | strażnik w podobozie Gross-Raming | śmierć przez powieszenie (wyrok wykonano 5 listopada 1948) |
| Johann Hoos    | SS-Schütze   | strażnik w podobozie Gross-Raming | 25 lat pozbawienia wolności                                |

## Proces załogi Mauthausen-Gusen (US vs. Heinrich Schmitz i inni) w dniach 16 września – 19 września 1947
Na ławie oskarżonych zasiadło 3 byłych członków załogi obozu koncentracyjnego Mauthausen-Gusen. Jeden oskarżony skazany został na karę śmierci, a dwóch na terminowe kary pozbawienia wolności.
Wyrok amerykańskiego trybunału wojskowego w procesie załogi Mauthausen (US vs. Heinrich Schmitz i inni):
| Oskarżony         | Stopień             | Funkcja                                             | Wyrok                                                                         |
| ----------------- | ------------------- | --------------------------------------------------- | ----------------------------------------------------------------------------- |
| Andreas Schilling | SS-Rottenführer     | Rapportführer w podobozie Ebensee                   | śmierć przez powieszenie (kara zamieniona na dożywotnie pozbawienie wolności) |
| Emil Glöckner     | SS-Unterscharführer | kierownik kantyny w podobozie Ebensee               | 10 lat pozbawienia wolności                                                   |
| Heinrich Schmitz  | SS-Unterscharführer | dowódca oddziałów wartowniczych w podobozie Ebensee | 5 lat pozbawienia wolności                                                    |

## Proces załogi Mauthausen-Gusen (US vs. Emil Andreas Gay i inni) w dniach 16 września – 19 września 1947
Na ławie oskarżonych zasiadło 6 byłych członków załogi obozu koncentracyjnego Mauthausen-Gusen. Pięciu oskarżonych skazanych zostało na karę śmierci, a jeden na 20 lat pozbawienia wolności.
Wyrok amerykańskiego trybunału wojskowego w procesie załogi Mauthausen (US vs. Emil Andreas Gay i inni):
| Oskarżony         | Stopień             | Funkcja                                            | Wyrok                                                                         |
| ----------------- | ------------------- | -------------------------------------------------- | ----------------------------------------------------------------------------- |
| Max Pausch        | SS-Hauptsturmführer | komendant podobozu Gusen                           | śmierć przez powieszenie (wyrok wykonano 12 listopada 1948)                   |
| Emil Andreas Gay  | SS-Unterscharführer | kierownik komanda więźniarskiego                   | śmierć przez powieszenie (wyrok wykonano 12 listopada 1948)                   |
| Wilhelm Kaupp     | SS-Rottenführer     | kierownik komanda więźniarskiego w podobozie Gusen | śmierć przez powieszenie (wyrok wykonano 12 listopada 1948)                   |
| Hans Sielaff      | SS-Unterscharführer | kierownik komanda więźniarskiego w podobozie Gusen | śmierć przez powieszenie (wyrok wykonano 12 listopada 1948)                   |
| Rudolf Kansmeyer  | więzień funkcyjny   | kapo                                               | śmierć przez powieszenie (kara zamieniona na dożywotnie pozbawienie wolności) |
| Erwin Georg Kaupp | SS-Rottenführer     | strażnik w podobozie Gusen                         | 20 lat pozbawienia wolności                                                   |

## Proces załogi Mauthausen-Gusen (US vs. Georg Pirner i inni) w dniach 16 września – 19 września 1947
Na ławie oskarżonych zasiadło 3 byłych członków załogi obozu koncentracyjnego Mauthausen-Gusen. Wszyscy zostali uznani za winnych stawianych im zarzutów i skazani na kary pozbawienia wolności od 20 do 10 lat.
Wyrok amerykańskiego trybunału wojskowego w procesie załogi Mauthausen (US vs. Georg Pirner i inni):
| Oskarżony      | Stopień           | Funkcja                    | Wyrok                       |
| -------------- | ----------------- | -------------------------- | --------------------------- |
| Georg Pirner   | więzień funkcyjny | kapo w podobozie Gusen     | 20 lat pozbawienia wolności |
| Alois Madimayr | więzień funkcyjny | sztubowy w podobozie Gusen | 15 lat pozbawienia wolności |
| Johann Fulger  | więzień funkcyjny | kapo w podobozie Gusen     | 10 lat pozbawienia wolności |

## Proces załogi Mauthausen-Gusen (US vs. Ernst Bürger i inni) w dniach 21 września – 25 września 1947
Na ławie oskarżonych zasiadło 5 byłych członków załogi obozu koncentracyjnego Mauthausen-Gusen. Czterech oskarżonych skazanych zostało na karę śmierci, a jeden na dożywotnie pozbawienia wolności.
Wyrok amerykańskiego trybunału wojskowego w procesie załogi Mauthausen (US vs. Ernst Bürger i inni):
| Oskarżony        | Stopień             | Funkcja                                                     | Wyrok                                                                         |
| ---------------- | ------------------- | ----------------------------------------------------------- | ----------------------------------------------------------------------------- |
| Rene Korsitzky   | SS-Unterscharführer | kierownik komanda więźniarskiego                            | śmierć przez powieszenie (wyrok wykonano 19 listopada 1948)                   |
| Max Seidl        | SS-Unterscharführer | kierownik obozowego aresztu                                 | śmierć przez powieszenie (karę zamieniono na dożywotnie pozbawienie wolności) |
| Albert Zeiträg   | SS-Unterscharführer | kierownik kompanii karnej                                   | śmierć przez powieszenie (karę zamieniono na dożywotnie pozbawienie wolności) |
| Heinrich Fulsche | SS-Oberscharführer  | zastępca kierownika komanda więźniarskiego w kamieniołomach | śmierć przez powieszenie (wyrok unieważniono)                                 |
| Ernst Bürger     | więzień funkcyjny   | starszy bloku                                               | dożywotnie pozbawienie wolności                                               |

## Proces załogi Mauthausen-Gusen (US vs. Karl Horcicka i inni) w dniach 2 października – 10 października 1947
Na ławie oskarżonych zasiadło sześciu byłych członków załogi obozu koncentracyjnego Mauthausen-Gusen. Pięciu oskarżonych zostało uznanych za winnych stawianych im zarzutów. Dwóch skazano na karę śmierci, jednego na dożywotnie pozbawienie wolności, a dwóch na terminowe kary więzienia. Jeden z oskarżonych został uniewinniony.
Wyrok amerykańskiego trybunału wojskowego w procesie załogi Mauthausen (US vs. Karl Horcicka i inni):
| Oskarżony      | Stopień             | Funkcja                                            | Wyrok                                                       |
| -------------- | ------------------- | -------------------------------------------------- | ----------------------------------------------------------- |
| Karl Horcicka  | więzień funkcyjny   | kapo w podobozie Gusen                             | śmierć przez powieszenie (wyrok wykonano 12 listopada 1948) |
| Karl Schrögler | więzień funkcyjny   | starszy bloku w podobozie Gusen                    | śmierć przez powieszenie (wyrok wykonano 2 lutego 1949)     |
| Karl Gärtner   | więzień funkcyjny   | kierownik straży pożarnej w podobozie Gusen        | dożywotnie pozbawienie wolności                             |
| Johann Glas    | więzień funkcyjny   | starszy bloku w podobozie Gusen                    | 20 lat pozbawienia wolności                                 |
| Johann Wirth   | SS-Oberscharführer  | kierownik komanda więźniarskiego w podobozie Gusen | 3 lata pozbawienia wolności                                 |
| Otto Voight    | SS-Unterscharführer | nieznana                                           | uniewinniony                                                |

## Proces załogi Mauthausen-Gusen (US vs. Bernhard Fernikorn i inni) w dniach 28 października – 31 października 1947
Na ławie oskarżonych zasiadło 5 byłych członków załogi obozu koncentracyjnego Mauthausen-Gusen. Wszyscy zostali uznani za winnych stawianych im zarzutów. Trzech oskarżonych skazano na kary dożywotniego pozbawienia wolności, a dwóch na terminowe kary więzienia.
Wyrok amerykańskiego trybunału wojskowego w procesie załogi Mauthausen (US vs. Bernhard Fernikorn i inni):
| Oskarżony           | Stopień             | Funkcja                                                     | Wyrok                           |
| ------------------- | ------------------- | ----------------------------------------------------------- | ------------------------------- |
| Bernhard Fernikorn  | SS-Unterscharführer | Blockführer w podobozie Gusen                               | dożywotnie pozbawienie wolności |
| Hubert Guttenberger | pracownik cywilny   | nadzorca w fabryce Messerschmitta                           | dożywotnie pozbawienie wolności |
| Willi Kestel        | SS-Unterscharführer | Blockführer w podobozie Gusen                               | dożywotnie pozbawienie wolności |
| Fritz Möller        | SS-Unterscharführer | kierownik komanda więźniarskiego w podobozie Gusen          | 15 lat pozbawienia wolności     |
| Nikolaus Mohr       | SS-Schütze          | strażnik odpowiedzialny za psy strażnicze w podobozie Gusen | 10 lat pozbawienia wolności     |

## Proces załogi Mauthausen-Gusen (US vs. Adolf Berg i inni) w dniach 3–10 listopada 1947
Na ławie oskarżonych w tym procesie zasiadło dwóch byłych członków personelu obozu Mauthausen-Gusen. Obaj oskarżeni skazani zostali na kary terminowego więzienia.
Wyrok amerykańskiego trybunału wojskowego w procesie załogi Mauthausen (US vs. Adolf Berg i inni):
| Oskarżony      | Stopień             | Funkcja                                    | Wyrok                       |
| -------------- | ------------------- | ------------------------------------------ | --------------------------- |
| Karl Weidhofer | więzień funkcyjny   | kapo                                       | 15 lat pozbawienia wolności |
| Adolf Berg     | SS-Unterscharführer | dowódca oddziału wartowniczego w podobozie | 7 lat pozbawienia wolności  |

## Proces załogi Mauthausen-Gusen (US vs. Eduard Klerner i inni) w dniu 26 listopada 1947
Na ławie oskarżonych w tym procesie zasiadło dwóch byłych członków personelu obozu Mauthausen-Gusen. Obaj oskarżeni skazani zostali na kary 5 lat pozbawienia wolności.
Wyrok amerykańskiego trybunału wojskowego w procesie załogi Mauthausen (US vs. Eduard Klerner i inni):
| Oskarżony           | Stopień             | Funkcja         | Wyrok                      |
| ------------------- | ------------------- | --------------- | -------------------------- |
| Eduard Klerner      | SS-Unterscharführer | obozowe gestapo | 5 lat pozbawienia wolności |
| Karl Richard Schulz | SS-Unterscharführer | obozowe gestapo | 5 lat pozbawienia wolności |

## Inne procesy członków załogi Mauthausen-Gusen przed amerykańskim Trybunałem Wojskowym w Dachau
W latach 1947–1948 odbyło się też w Dachau wiele procesów, które dotyczyły pojedynczych członków personelu obozu Mauthausen-Gusen. W ich wyniku osądzono następujące osoby:
| Oskarżony            | Stopień             | Funkcja                                               | Data procesu                      | Wyrok                                                                         |
| -------------------- | ------------------- | ----------------------------------------------------- | --------------------------------- | ----------------------------------------------------------------------------- |
| Kurt Otto            | SS-Unterscharführer | Rapportführer w podobozie Steyr                       | 12–13 marca 1947                  | śmierć przez powieszenie (wyrok wykonano 14 listopada 1947)                   |
| Eduard Erb           | SS-Unterscharführer | Blockführer w podobozie                               | 25 marca – 2 kwietnia 1947        | dożywotnie pozbawienie wolności                                               |
| Karl Kania           | więzień funkcyjny   | sztubowy w podobozie Gusen                            | 31 marca – 1 kwietnia 1947        | dożywotnie pozbawienie wolności (przekazany Polsce)                           |
| Eduard Cürten        | SS-Unterscharführer | kierownik szpitala w podobozie                        | 2–4 kwietnia 1947                 | dożywotnie pozbawienie wolności (wyrok unieważniono)                          |
| Fritz Schallenberg   | SS-Rottenführer     | strażnik odpowiedzialny za psy strażnicze w podobozie | 21–22 kwietnia 1947               | 20 lat pozbawienia wolności                                                   |
| Arnold Damaschke     | SS-Oberscharführer  | Rapportführer w podobozie Gusen                       | 22 kwietnia 1947                  | śmierć przez powieszenie (wyrok unieważniono)                                 |
| Wilhelm Kauffeld     | SS-Unterscharführer | kierownik szpitala w podobozie Steyr                  | 23–24 kwietnia 1947               | 30 lat pozbawienia wolności (kara zamieniona na 10 lat pozbawienia wolności)  |
| Karl Albrecht        | więzień funkcyjny   | starszy bloku w podobozie Gusen                       | 24–25 kwietnia 1947               | śmierć przez powieszenie (karę zamieniono na dożywotnie pozbawienie wolności) |
| Eugen Hermann Noky   | SS-Oberscharführer  | strażnik w podobozie Peggau                           | 24 kwietnia 1947                  | śmierć przez powieszenie (wyrok wykonano 19 września 1947)                    |
| Rudolf Brust         | SS-Sturmscharführer | Rapportführer w podobozie Gusen                       | 29 kwietnia – 6 maja 1947         | śmierć przez powieszenie (karę zamieniono na dożywotnie pozbawienie wolności) |
| Joaquin Espinoza     | więzień funkcyjny   | kapo w podobozie Gusen                                | 9–12 maja 1947                    | 3 lata pozbawienia wolności                                                   |
| Gustav Bloy          | SS-Scharführer      | kierownik komanda więźniarskiego                      | 15–19 maja 1947                   | dożywotnie pozbawienie wolności                                               |
| Hermann Tuntke       | SS-Scharführer      | strażnik w podobozie Wiener-Neudorf                   | 21 maja 1947                      | śmierć przez powieszenie (wyrok wykonano 19 września 1947)                    |
| Rudolf Lamm          | SS-Unterscharführer | Rapportführer w podobozie Wiener-Neudorf              | 27–28 maja 1947                   | dożywotnie pozbawienie wolności                                               |
| Hermann Sturm        | SS-Scharführer      | Rapportführer w podobozie Linz                        | 18–20 sierpnia 1947               | 20 lat pozbawienia wolności                                                   |
| Johann Schiller      | SS-Scharführer      | Rapportführer w podobozach                            | 12 września 1947                  | 30 lat pozbawienia wolności                                                   |
| Paul Tremmel         | SS-Unterscharführer | Rapportführer w podobozie Wiener-Neustadt             | 26 września 1947                  | śmierć przez powieszenie (wyrok wykonano 5 listopada 1948)                    |
| Heinz Bollhorst      | SS-Oberscharführer  | Rapportführer w podobozie Wiener-Neustadt             | 26 września – 1 października 1947 | dożywotnie pozbawienie wolności                                               |
| Franz Pavela         | więzień funkcyjny   | kapo                                                  | 26 września 1947                  | 25 lat pozbawienia wolności                                                   |
| Karl Fleischer       | więzień funkcyjny   | starszy bloku w podobozie Gusen                       | 6–7 października 1947             | śmierć przez powieszenie (wyrok wykonano 12 listopada 1948)                   |
| Paul Wolfram         | SS-Untersturmführer | kierownik kamieniołomu w podobozie Gusen              | 15–16 października 1947           | dożywotnie pozbawienie wolności                                               |
| Anton Klein          | więzień funkcyjny   | kapo w podobozie Ebensee                              | 22–24 października 1947           | śmierć przez powieszenie (wyrok wykonano 5 listopada 1948)                    |
| Wladislaus Dopierala | SS-Rottenführer     | strażnik w podobozie Gusen                            | 23–26 października 1947           | śmierć przez powieszenie (wyrok wykonano 22 października 1948)                |
| Herbert Gönnemann    | więzień funkcyjny   | kapo w podobozie Ebensee                              | 27 października 1947              | 5 lat pozbawienia wolności                                                    |
| Hanscarl von Posern  | więzień funkcyjny   | urzędnik administracji obozowej                       | 7 listopada 1947                  | dożywotnie pozbawienie wolności                                               |